# Kotuń (przystanek kolejowy)
Kotuń – przystanek kolejowy w Kotuniu, w województwie mazowieckim, w Polsce.

## Ruch pasażerski[2]
| Rok  | Wymiana pasażerska na dobę |
| ---- | -------------------------- |
| 2017 | 1300                       |
| 2018 | 1200                       |
| 2019 | 1800                       |
| 2020 | 1300                       |
| 2021 | 1500                       |
| 2022 | 1500-2000                  |
| 2023 | 1500-2000                  |

## Dane ogólne
Obecnie przystanek kolejowy, a do 2004 roku stacja, posiadająca wówczas czynny budynek stacyjny, kładkę nad torami i nastawnię.
Po modernizacji w Kotuniu, zlikwidowano boczne tory, kładkę nad torami, budynek nastawni i peron wyspowy. Współcześnie, budynek stacyjny jest zamknięty, wybudowano przejście podziemne i nowe perony jedno-krawędziowe. Komplet zwrotnic umożliwia zmianę toru i zamienne używanie peronów (wyprzedzanie przez pociągi kwalifikowane).

## Połączenia bezpośrednie
- Łuków
- Mińsk Mazowiecki
- Siedlce
- Warszawa Zachodnia